# Agnès b.

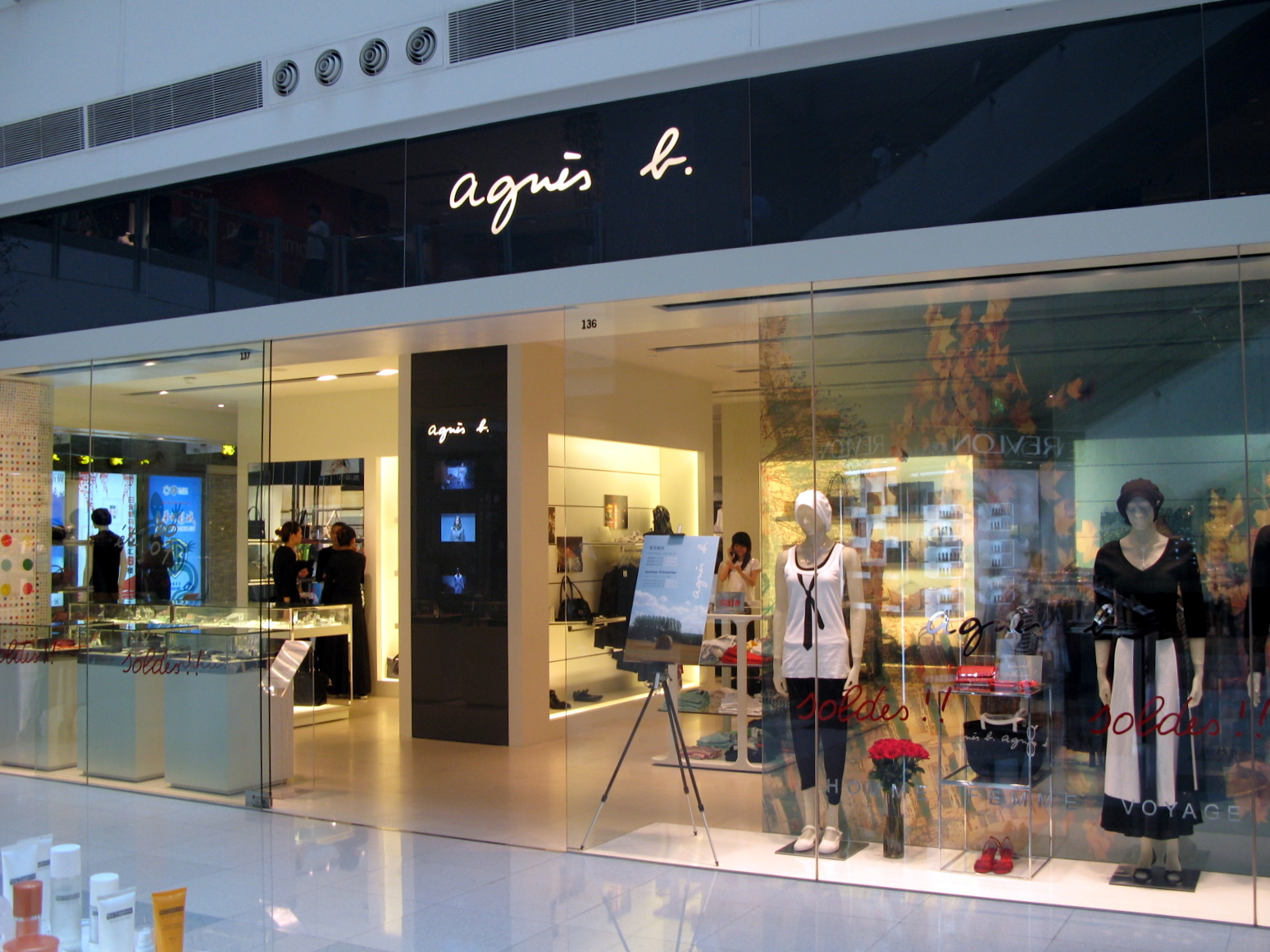
Ein agnès b.-Laden in Shanghai

agnès b. (* 26. November 1941 in Versailles als Agnès Andrée Marguerite Troublé) ist eine französische Modedesignerin und Name der eigenen Modemarke.

## Leben
Agnès Troublé bekam mit 19 Zwillinge und ließ sich mit 20 scheiden. Nach ihrem Abschluss an der École des Beaux-Arts in Versailles begann sie als Redakteurin bei der ELLE, blieb dort aber keine zwei Jahre. Sie arbeitete für Dorothée Bis in Paris und entwarf ab 1965 freiberuflich für Limitex, Pierre d’Alby, V de V und Eversbin. 1966 gründete sie CMC (Comptoir Mondial de Creation), aus dem die Marke agnès b. erwuchs. 1975 eröffnete sie ihre erste Boutique in Les Halles.
agnès b. begann 1981, Kleidung für Männer zu entwerfen. Ihren ersten internationalen Laden eröffnete sie 1983 an der Prince Street im SoHo-Viertel von New York.
1987 lancierte agnès b. die Hautpflege- und Kosmetikserie „Le B Perfume“. Mit der Zeit gestaltete sie auch Schwangerschaftskleidung, Schuhe und Taschen. Sie entwarf Armbanduhren und Brillen für Seiko und entwickelte eine Schönheitsserie für L’Oréal.
Sie fördert die Künste und finanzierte etwa Gaspar Noés Film Irréversible (2002).

## Preise und Auszeichnungen
- Am 21. Mai 1985 wurde sie zur Ritterin des Ordre national du Mérite ernannt[1] und 1997 zur Offizierin befördert.[1]

- 2000 wurde sie zum Ritter der Ehrenlegion ernannt.[2]